# Synagogue de Cavaillon
La synagogue de Cavaillon, située rue  Hébraïque, l’une des plus anciennes synagogues françaises, est édifiée par les Juifs comtadins de Cavaillon à la fin du Moyen Âge au XVe siècle, les juifs ayant obtenu de l'évêque de Cavaillon l'autorisation de la construire en 1494. C'est peut-être sur les substructions de ce premier édifice qu'a lieu la reconstruction du XVIIIe siècle, dont la communauté prend la décision à l'automne 1771. La synagogue est reconstruite entre 1772 et 1774 comme en témoigne l'ensemble des prix-faits et quittances qui permettent de suivre très exactement les étapes de sa reconstruction.

## Description

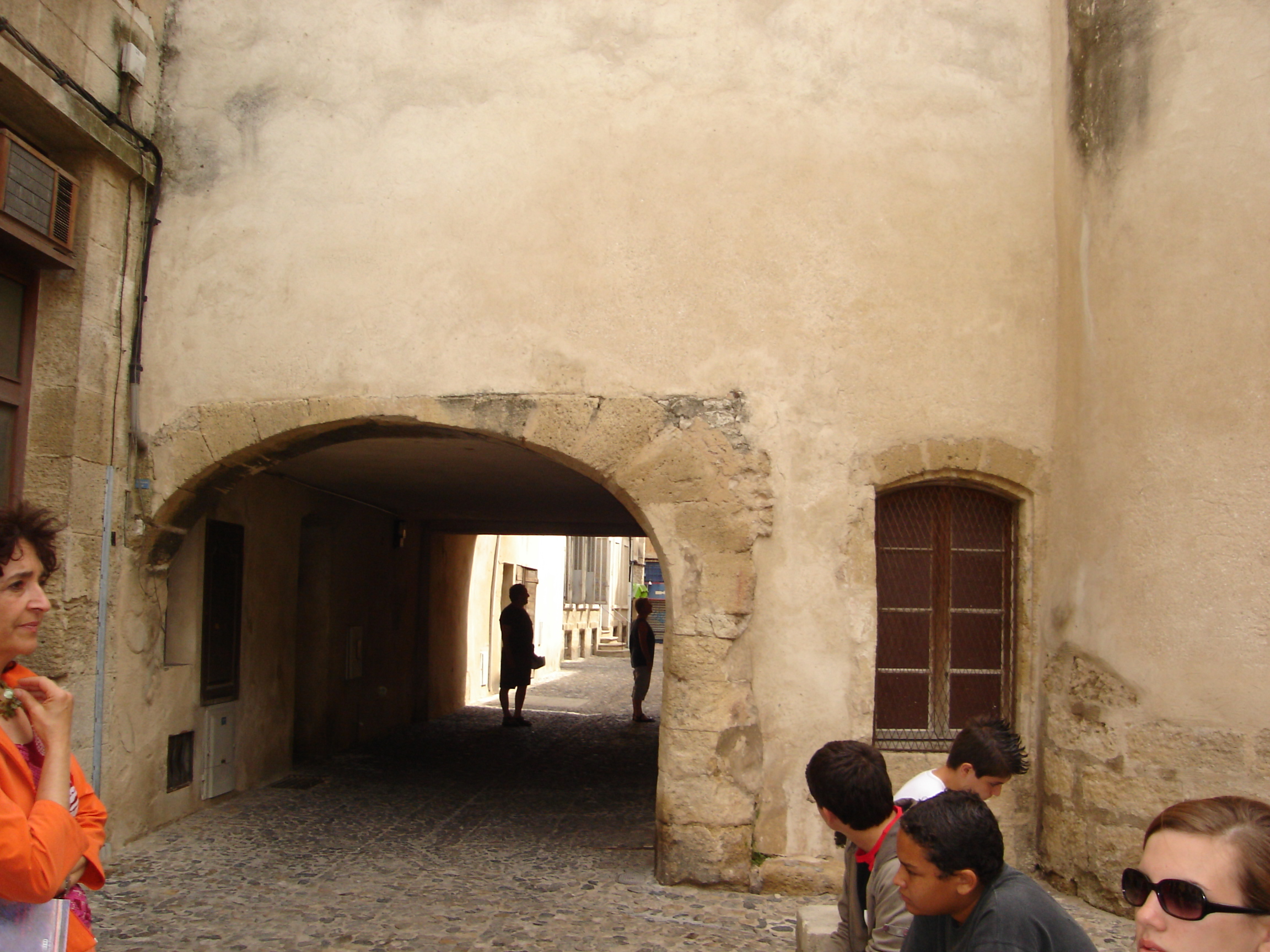
Ancienne porte de la "carriero" (juiverie)
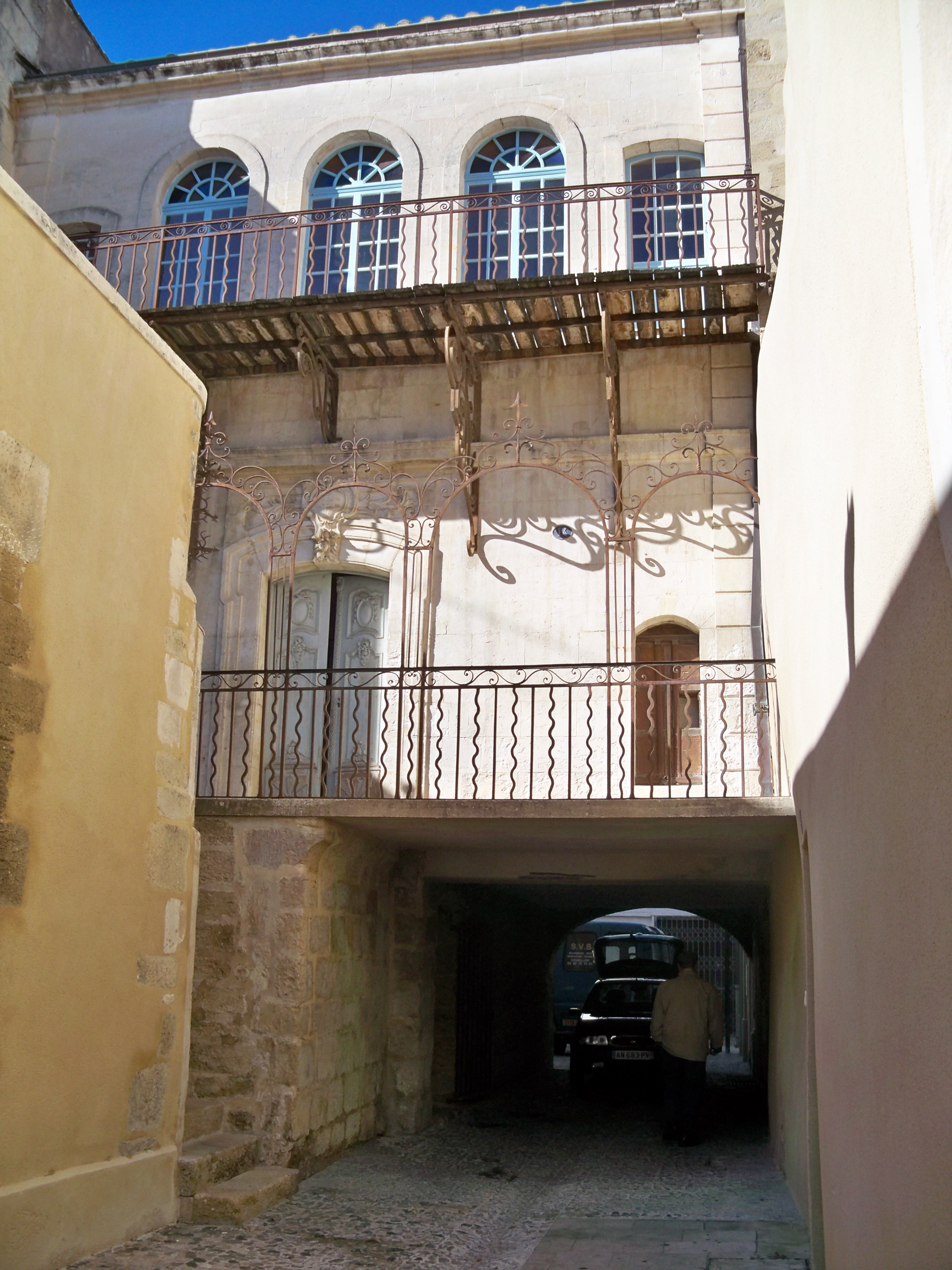
Façade extérieure
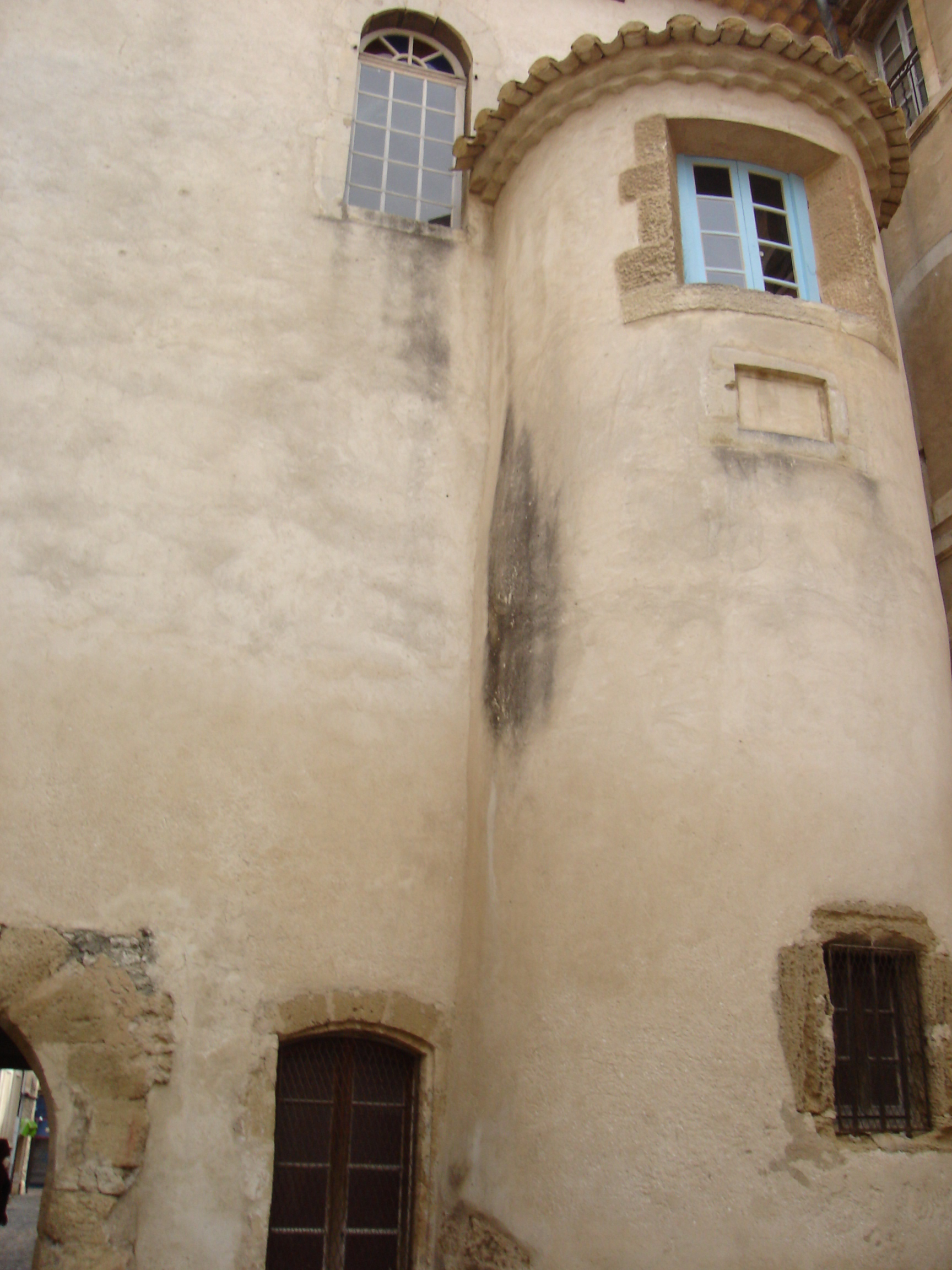
Tour médiévale, seul vestige de la synagogue du XVe s
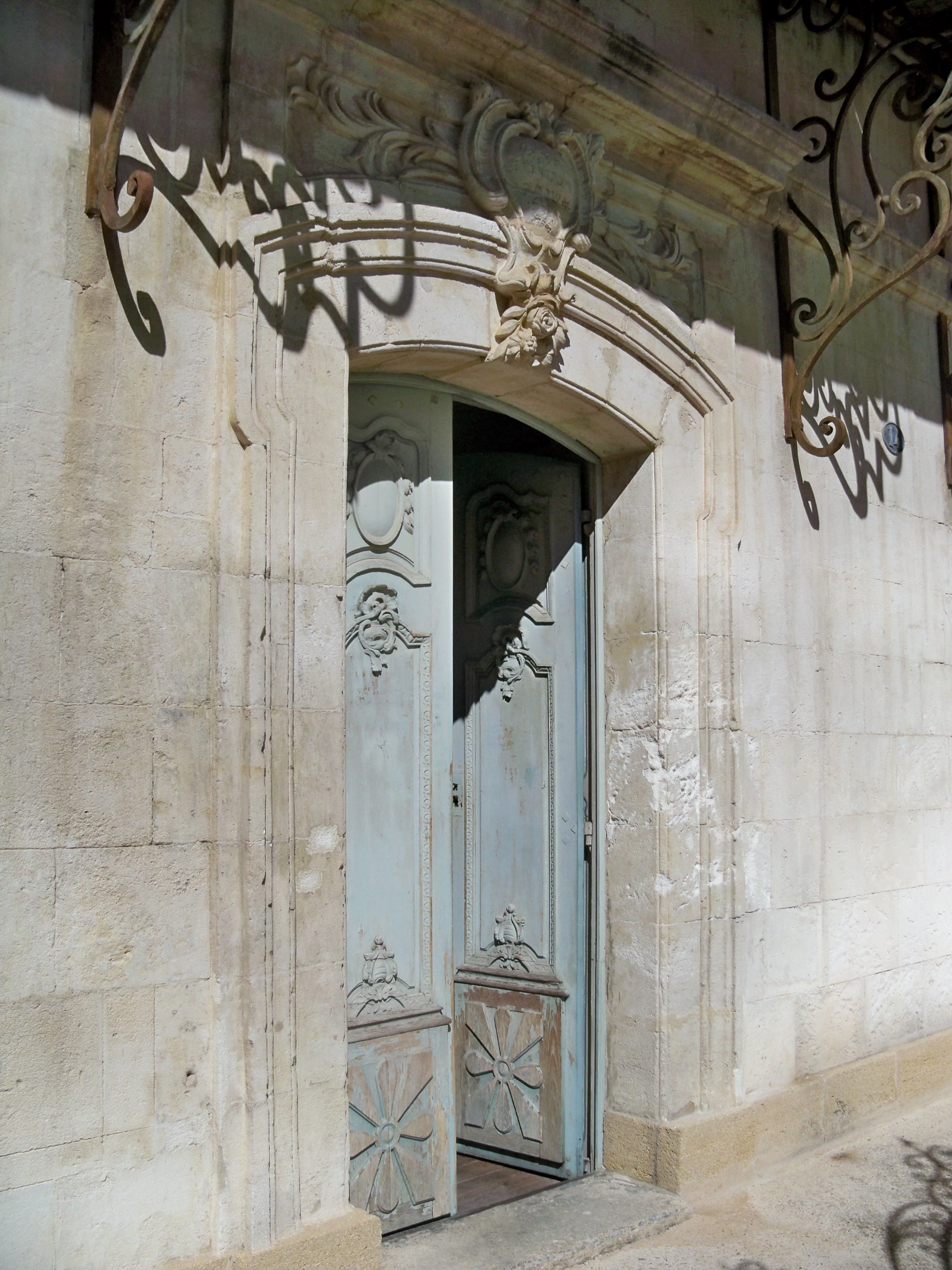
Entrée de la synagogue

De la synagogue médiévale ne reste qu'une tourelle, peut-être un vestige de l'escalier de la synagogue originelle.
Reconstruite en partie entre 1772 et 1774, alors que la communauté ne dépasse pas 200 personnes, la synagogue est conçue en deux volumes superposés, reliés par un escalier extérieur. La salle supérieure où se tenait l'officiant, est destinée aux hommes. La salle inférieure, destinée aux femmes sert aussi de boulangerie, comme l’attestent encore la table à pétrir en marbre et le four à pain azyme.
La tribune (Bimah) où se tient l'officiant qui lit la Torah, se situe le long du mur opposé à l'arche sainte, ce qui constitue une disposition rare qu'on retrouve toutefois en Italie (à Padoue par exemple) et qui suppose un rite particulier de transport des rouleaux de la Torah chaque fois que demandé par la liturgie. Elle est superbement ouvragée en style rococo Louis XV.
Une autre caractéristique exceptionnelle de cette synagogue en est le siège du prophète Élie espéré à chaque circoncision, suspendu dans un angle de la synagogue.
La synagogue est désaffectée dès le XIXe siècle. 
Elle fait l’objet d’un classement au titre des monuments historiques depuis le 17 mai 1924,.
Elle est transformée en musée en 1963.
Cet ensemble avait été menacé par un projet immobilier (projet finalement abandonné sur décision confirmée en 2011 par la Fondation Calvet), une association s’était mobilisée pour protéger cette « Carrière » ou ghetto juif du XVIIIe siècle parvenu intacte jusqu’à nous avec son puits, ses maisons dont celle du rabbin, la boulangerie rituelle, le mikveh ou bain rituel juif et bien sûr, la très belle synagogue.

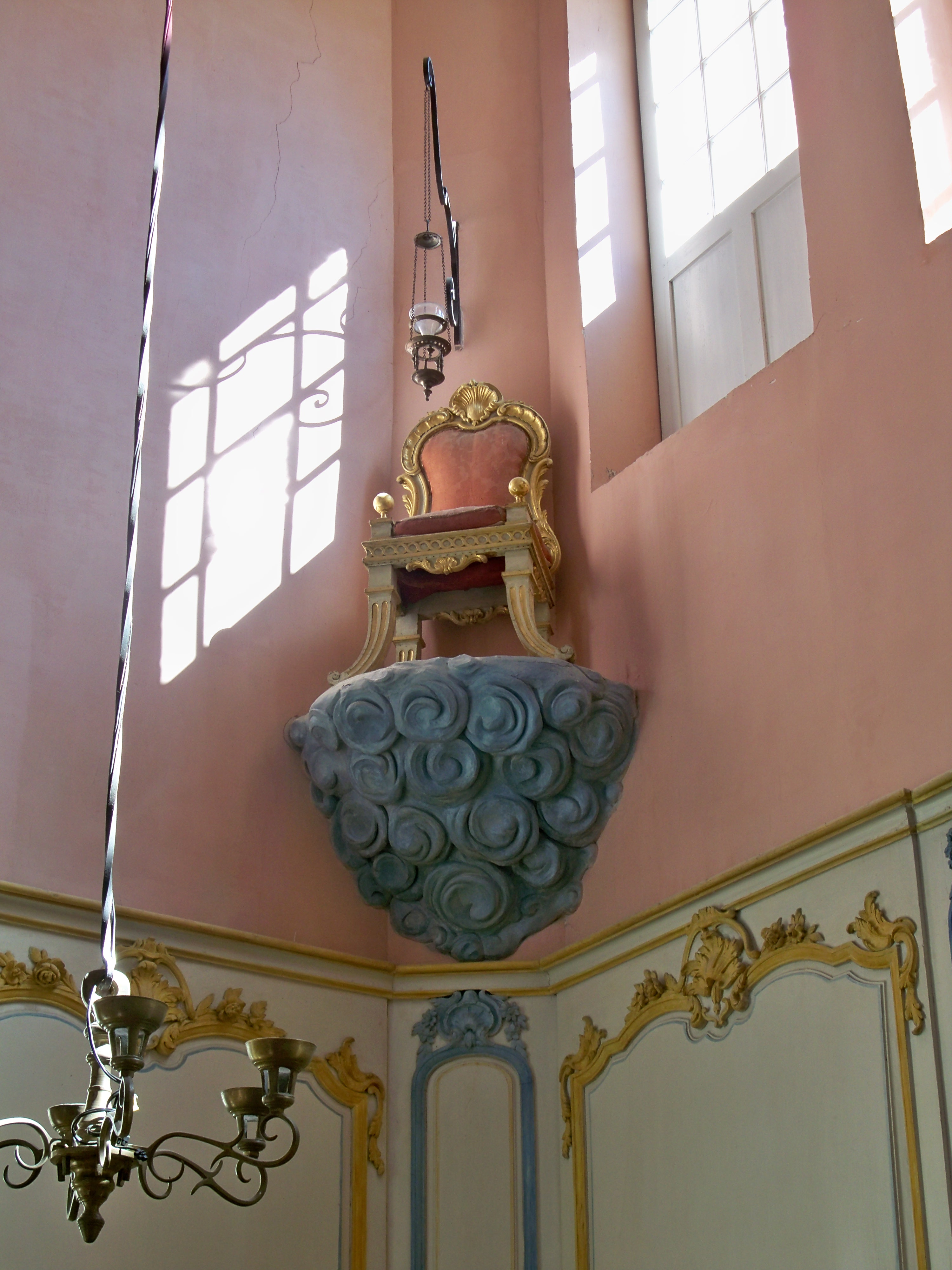
Le fauteuil du prophète Élie
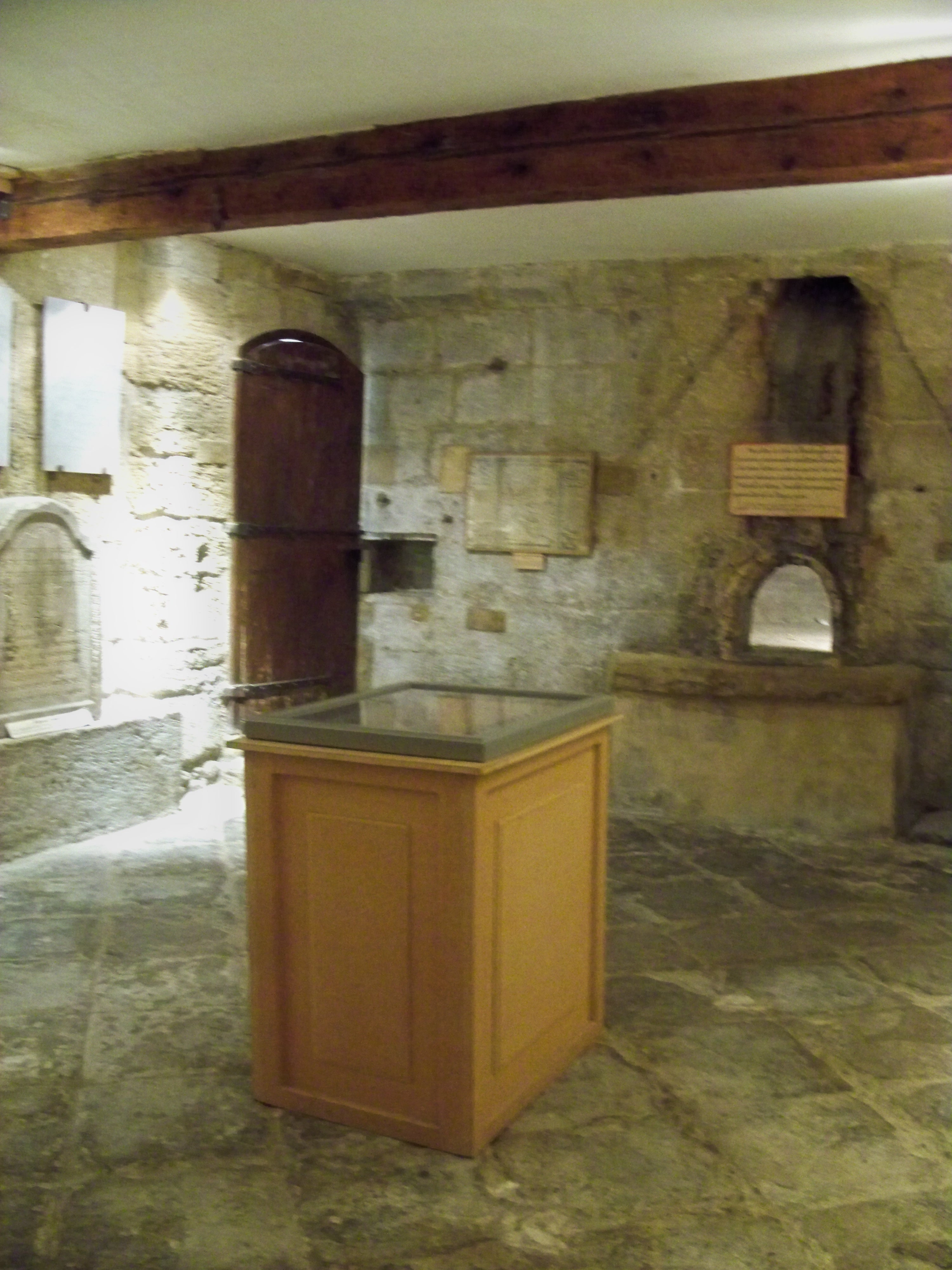
Salle basse de la synagogue
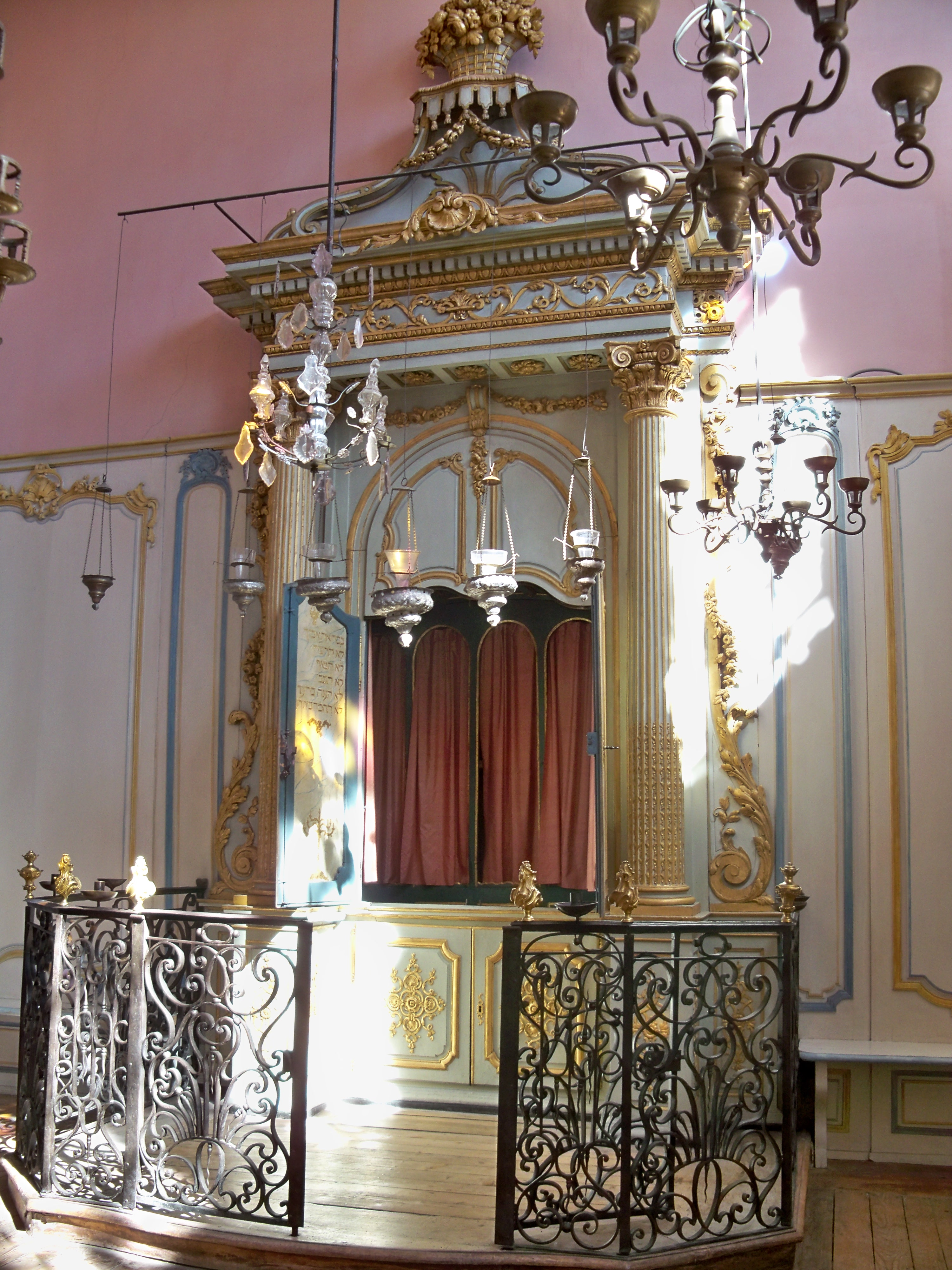
L'arche sainte
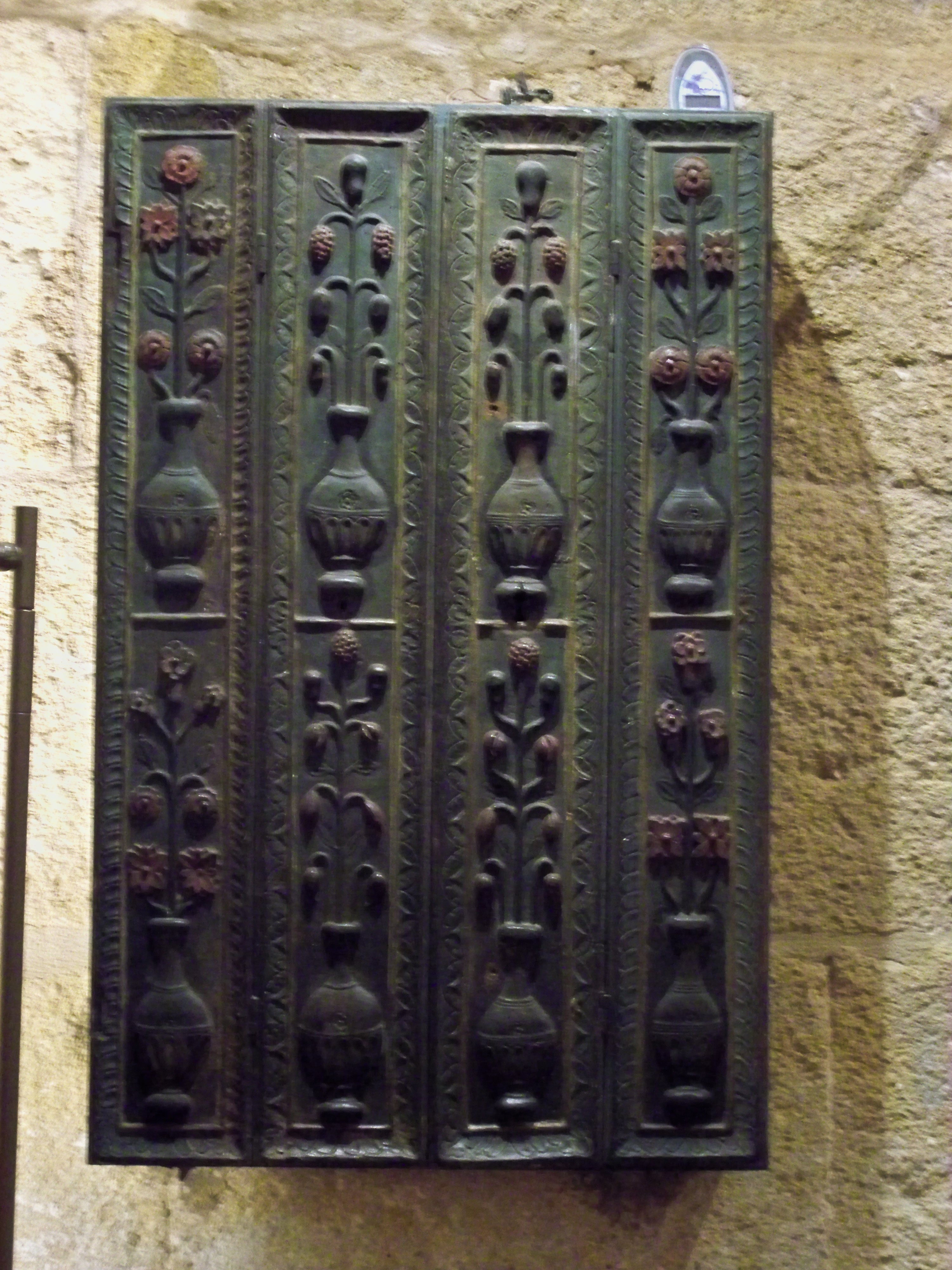
1er tabernacle de la synagogue

## Les travaux de conservation – restauration  réalisés
Depuis la fin de la guerre, la ville de Cavaillon, relayant l’association Cultuelle Israélite, assure la conservation et la mise en valeur de la synagogue. Elle entreprend en 1955 la remise en état de l’ancienne boulangerie, pour y réaménager un musée judéo-comtadin. En 1961, elle procède au nettoyage de la façade nord et, en 1969, à une réfection des plafonds.
La dernière campagne de restauration, menée de concerts par la ville et l’État, avec le soutien financier de la Fondation du judaïsme français, du département de Vaucluse, et de l’Association Cultuelle Israélite de Carpentras, s’est achevée en 1988. Elle s’est attachée à la rénovation générale de l’édifice et à la remise en état de son décor intérieur.
Sous la maîtrise d’œuvre de Dominique Ronseray, architecte en chef des monuments historiques, la ville, maître d'ouvrage des travaux pour le gros œuvre, procède en 1985 au nettoyage de la façade sud, dont le parement en pierre fine d’Oppède retrouve sa belle couleur blanche grâce à un nettoyage en douceur, à l’eau et à la brosse douce. Cette méthode, préconisée par l’Inspection générale des Monuments Historiques, évite de porter atteinte à la couche de calcin qui  constitue la meilleure protection de la pierre contre les intempéries. Certaines assises, devenues pulvérulentes sous l’effet de l’humidité ascendante, sont remplacées par une pierre de qualité et d’aspect équivalent, patinée afin de s’harmoniser avec l’ensemble de la façade.
Des infiltrations d’eaux de pluie apparaissant dans les parties hautes des murs, pendant la restauration intérieure, l’architecte entreprend une révision générale de la charpente et de la couverture, sous laquelle est placée une isolation thermique.
Plusieurs autres opérations sont réalisées en extérieur : l’enduit des façades secondaires, la réfection du platelage du balcon, la restauration des portes métalliques des troncs votifs, couvertes d’inscriptions hébraïques, la consolidation du linteau clavé de la porte et du chambranle.
Le choix des couleurs des huisseries de fenêtres et de la porte d’entrée ne répond pas à une exigence archéologique, dans la mesure où nul témoin des tons du XVIIIe siècle n’a été observé. Pour la polychromie des impostes de fenêtres, l’architecte a fait référence à la valeur chromatique du jaune, du bleu, et du rose originels du décor intérieur, similaire à celle du vitrage de la synagogue de Carpentras.

### La restauration du décor intérieur
Parallèlement, des restaurateurs d’œuvres d’art ont réalisé des travaux de restauration (art) comprenant un délicat et minutieux travail de remise en état du décor intérieur, sous la maîtrise d'ouvrage et la conduite d'opération de la Direction régionale des Affaires culturelles / Conservation régionale des monuments historiques, et la maîtrise d’œuvre de Christian Prévost-Marcilhacy, inspecteur en chef des monuments historiques.
Parachevant ce délicat travail de rénovation, satisfaisant aux exigences de l’archéologie, de l’architecture et de l’usage des lieux, l’installation des équipements électriques entreprise avait pour impératif le respect du décor restauré. Des tubes lumineux, disposés au-dessus des lambris, afin de rester invisibles aux yeux des visiteurs, valorisent la monumentalité de la synagogue. Les lustres en bronze et les lustres à plaquettes, restaurés, continueront à participer au riche décor de l’édifice, mais l’éclairage de la salle est assuré par des sources lumineuses, dont l’intensité restitue l’ambiance de l’ancien éclairage aux chandelles. Aucun chauffage n’avait été prévu afin d’éviter les variations hygrométriques préjudiciables à une bonne conservation des boiseries.